# Sars-cov-2 jota
Sars-cov-2 jota, tidigare variant B.1.526 är en variant av viruset sars-cov-2 som orsakar covid-19-epidemin. Den upptäcktes först i New York i november 2020. Varianten har två mutationer av särskild betydelse; en mutation i virusets spikprotein benämnd E484K som skulle kunna göra så att antikroppar mot tidigare varianter inte fungerar på den, och mutation S477N-mutationen som kan hjälpa viruset binda till mänskliga celler.
Från februari 2021 hade varianten spridits kraftigt i New York och kunde[när?] återfinnas i ungefär 1/4 (25%) av alla sekvenserade prover. Sedan den 11 april 2021 har varianten upptäckts i 48 stater och 18 länder.

## Upptäckt
Ökningen av B.1.526-varianten upptäcktes av forskare vid Caltech efter att ha jämfört mutationer med databasen från GISAID.